# 세드릭 맥

세드릭 마누엘 맥 (Cedric Manuel Mack, 1960년 9월 14일 텍사스 프리포트 출생)은 NFL 에서 세인트루이스/피닉스 카디널스, 샌디에이고 차저스, 캔자스시티 치프스, 뉴올리언스 세인츠를 위한 전직 미식축구 코너백이다. 그는 브라조스포츠 고등학교에서 축구를 했고 나중에 베일러 대학교 에서 축구를 했다.
맥은 현재 텍사스 휴스턴에 있는 JF 도비고등학교 의 고등학교 코치이자 수학 교사이다.